# Lipprandis
Lipprandis ist ein Stadtteil der Großen Kreisstadt Glauchau im Landkreis Zwickau in Sachsen. Der Ort wurde am 19. Mai 1974 eingemeindet. Er gehört heute zum Glauchauer Ortsteil Jerisau/Lipprandis welcher zusammen 627 Einwohner hat. Lipprandis trägt den Gemeindeschlüssel 090.

## Geografie

### Geografische Lage und Verkehr
Lipprandis liegt im Norden der Stadt Glauchau direkt südlich der Bundesautobahn 4.

### Nachbarorte
|            | Dittrich                                    |             |
| Höckendorf | Kompassrose, die auf Nachbargemeinden zeigt | Weidensdorf |
| Gesau      |                                             | Jerisau     |

## Geschichte
Lipprandis wurde im Jahr 1308 als „Luprandis“ erwähnt. Der Ort gehörte ursprünglich zum Besitz des Klosters Remse, welches im Jahre 1533 im Zuge der Reformation aufgelöst wurde. Bezüglich der Grundherrschaft war der Ort zweigeteilt. Der eine Teil gehörte als Amtsdorf zur schönburgischen Rezess-Herrschaft Glauchau, Amt Forderglauchau. Der andere Teil von Lipprandis gehörte als Amtsdorf zur schönburgischen Lehns-Herrschaft Remse, welche nach Auflösung des Klosters Remse im Jahr 1533 entstand und seit 1543 den Herren von Schönburg unter wettinischer Oberhoheit gehörte.
Im Rahmen der administrativen Neugliederung des Königreichs Sachsens wurde der Remser Anteil von Lipprandis als Teil der schönburgischen Lehnsherrschaft Remse im Jahr 1835 der Kreisdirektion Zwickau unterstellt. Die Lehnsherrschaft Remse mit ihren Orten wurde seitdem administrativ durch das königlich-sächsische Amt Zwickau verwaltet. Ab 1856 gehörte der Remser Anteil von Lipprandis zum Gerichtsamt Remse und ab 1875 zunächst zur Amtshauptmannschaft Zwickau. Nachdem auf dem Gebiet der Rezessherrschaften Schönburg im Jahr 1878 eine Verwaltungsreform durchgeführt wurde, kam der gesamte Ort Lipprandis im Jahr 1880 zur neu gegründeten sächsischen Amtshauptmannschaft Glauchau.
Durch die zweite Kreisreform in der DDR kam die Gemeinde Lipprandis im Jahr 1952 zum Kreis Glauchau im Bezirk Chemnitz (1953 in Bezirk Karl-Marx-Stadt umbenannt). Am 19. Mai 1974 erfolgte die Eingemeindung von Lipprandis nach Glauchau. Als Ortsteil der Stadt Glauchau kam Lipprandis im Jahr 1990 zum sächsischen Landkreis Glauchau, der 1994 im Landkreis Chemnitzer Land bzw. 2008 im Landkreis Zwickau aufging. Lipprandis gehört heute zum Ortsteil Jerisau/Lipprandis der Großen Kreisstadt Glauchau.